# La bailanta
La bailanta es una película de Argentina filmada en colores dirigida por Luis Rodrigo sobre su propio guion que fue producida en 1988 y luego de ser exhibida varias veces en canales de cable se estrenó comercialmente el 17 de agosto de 1995. Tuvo como actores principales a Teresa Parodi, Antonio Tarragó Ros, Alberto Busaid y Rodolfo Machado.

## Sinopsis
Personas del interior del país que llegan a Buenos Aires con propósito de mejorar, que terminan en una villa de emergencia y encuentran en la bailanta una vía de escape.

## Reparto
- Teresa Parodi
- Antonio Tarragó Ros
- Alberto Busaid
- Rodolfo Machado
- Leandro Regúnaga
- Enrique Kossi
- Mario Alarcón
- Mabel Dai Chee Chang
- Luis Rodrigo
- Grupo Reencuentro
- Alba Rossani
- Willy Lemos
- Cuarteto Imperial
- Blas Martínez Riera
- Iván Barros
- Jorge Schubert

## Comentarios
Blanca Rébori en La Prensa escribió:

«¿Imperdonable?, ¿inimputable?»

Adrián C. Martínez en La Nación opinó:

«Bailanta a la que conviene no entrar.»